# Kapraď rezavá
Kapraď rezavá (Dryopteris affinis) je druh kapradiny z čeledi kapraďovité (Dryopteridaceae). Tato kapradina zastupuje druhově bohatý rod, kam patří například i kapraď samec (Dryopteris filix-mas).

## Popis
Kapraď rezavá je vytrvalá, velká kapradina se vzpřímenými nebo mírně povislými, až 120 cm dlouhými listy. Svým vzhledem je velmi podobná kapradi samci, s kterou jí lze velmi snadno zaměnit. Čepel je matná, tmavě zelená a dvakrát zpeřená a dokáže přezimovat. Řapík je hodně posetý čárkovitými tmavými plevinami. Úkrojky jsou pravoúhlé, celokrajné nebo jen na špičce trochu pilovité, skoro stejně velké, na okrajích se trochu překrývají.

## Výskyt
Tato kapradina se vyskytuje v atlantické západní Evropě, v Maroku, na Madeiře a v Německu ve vyšších středohorách.

## Pěstování
Tato kapradina se dekorativně uplatňuje zejména na jaře, kdy se listové čepele se svými zlatohnědými plevinami spirálovitě rozvíjí. Patří mezi dlouholetou a vytrvalou zahradní kapradinu, snadno pěstovatelnou a značně nenáročnou.